# AEW Double or Nothing
AEW Double or Nothing – cykl corocznych gal profesjonalnego wrestlingu produkowanych przez federację All Elite Wrestling i nadawanych na żywo w systemie pay-per-view. Jest również uważany za jeden z "wielkiej czwórki" PPV dla AEW, wraz z All Out, Full Gear i Revolution.

## Produkcja
Każda gala AEW Double or Nothing oferuje walki profesjonalnego wrestlingu z udziałem wrestlerów należących do federacji All Elite Wrestling. Oskryptowane rywalizacje (storyline’y) kreowane są podczas cotygodniowych gal Dynamite, Rampage, Dark i AEW Dark: Elevation. Wrestlerzy są przedstawieni jako heele (negatywni, źli zawodnicy i najczęściej wrogowie publiki) i face’owie (pozytywni, dobrzy i najczęściej ulubieńcy publiki), którzy rywalizują pomiędzy sobą w seriach walk mających budować napięcie. Kulminacją rywalizacji jest walka wrestlerska lub ich seria.
Inauguracyjna gala Double or Nothing odbyła się podczas weekendu Memorial Day 25 maja 2019 roku w MGM Grand Garden Arena na przedmieściach Las Vegas w Paradise w stanie Nevada. To wydarzenie w 2019 roku było również pierwszym pay-per-view (PPV) wyprodukowanym przez All Elite Wrestling (AEW), który właśnie powstał w styczniu tego roku. Prezes i Chief Executive Officer AEW, Tony Khan, określił Double or Nothing jako jeden z "wielkiej czwórki" gal PPV, ich cztery największe gale tego roku produkowane kwartalnie, wraz z All Out, Full Gear i Revolution.

## Lista gal
| Gala                     | Data              | Lokalizacja           | Arena                         | Walka wieczoru | Przypis |
| ------------------------ | ----------------- | --------------------- | ----------------------------- | --- | ------- |
| Double or Nothing (2019) | 25 maja 2019(dts) | Paradise, Nevada      | MGM Grand Garden Arena        | Chris Jericho vs. Kenny Omega Singles match o możliwość walki o AEW World Championship | [ 5 ]   |
| Double or Nothing (2020) | 23 maja 2020(dts) | Jacksonville, Floryda | Daily’s Place TIAA Bank Field | The Elite ("Hangman" Adam Page, Kenny Omega, Matt Jackson i Nick Jackson) i Matt Hardy vs. The Inner Circle (Chris Jericho, Jake Hager, Sammy Guevara, Santana i Ortiz) Stadium Stampede match  | [ 6 ]   |
| Double or Nothing (2021) | 30 maja 2021(dts) | Jacksonville, Floryda | Daily’s Place TIAA Bank Field | The Inner Circle (Chris Jericho, Jake Hager, Sammy Guevara, Santana i Ortiz) vs. The Pinnacle (MJF, Shawn Spears, Wardlow, Cash Wheeler i Dax Harwood) Stadium Stampede match                   | [ 7 ]   |
| Double or Nothing (2022) | 29 maja 2022(dts) | Paradise, Nevada      | T-Mobile Arena                | "Hangman" Adam Page (c) vs. CM Punk Singles match o AEW World Championship | [ 8 ]   |
| Double or Nothing (2023) | 28 maja 2023(dts) | Paradise, Nevada      | T-Mobile Arena                | Blackpool Combat Club (Bryan Danielson, Jon Moxley, Claudio Castagnoli i Wheeler Yuta) vs. The Elite (Kenny Omega, Matt Jackson, Nick Jackson i "Hangman" Adam Page) Anarchy in the Arena match | [ 9 ]   |
| Double or Nothing (2024) | 26 maja 2024(dts) | Paradise, Nevada      | MGM Grand Garden Arena        | The Elite (Kazuchika Okada, Jack Perry, Matthew Jackson i Nicholas Jackson) vs. Team AEW (Bryan Danielson, Cash Wheeler, Dax Harwood i Darby Allin) Anarchy in the Arena match                  | [ 10 ]  |
| Double or Nothing (2025) | 25 maja 2025(dts) | Glendale, Arizona     | Desert Diamond Arena          | "Hangman" Adam Page vs. Will Ospreay Finał turnieju Men’s Owen Hart Cup | [ 11 ]  |